# Cornet nasal inferior
El cornet nasal inferior (en llatí: concha nasi inferior, concha nasalis inferior) és un dels ossos turbinats del nas humà. S'estén horitzontalment al llarg de la paret lateral de la cavitat nasal [Fig. 1] i consta d'una làmina d'os esponjós enrotllat. La seva funció és similar a una turbina per això se'n diuen turbinats. Té dues superfícies (superfície medial i superfície lateral), dos límits (superior i inferior) i dues extremitats.

## Imatges addicionals

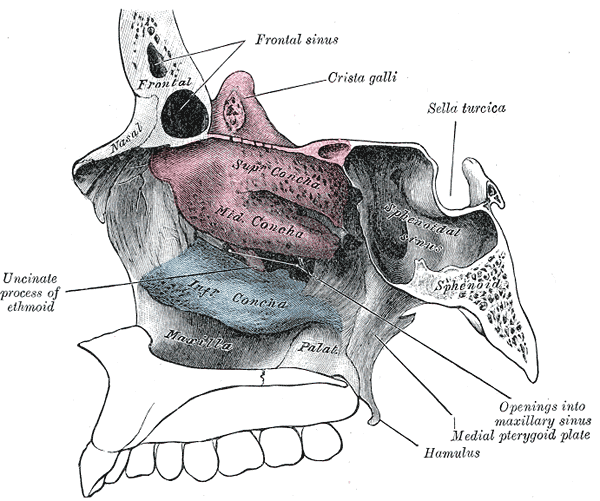
Part lateral de la cavitat nasal.
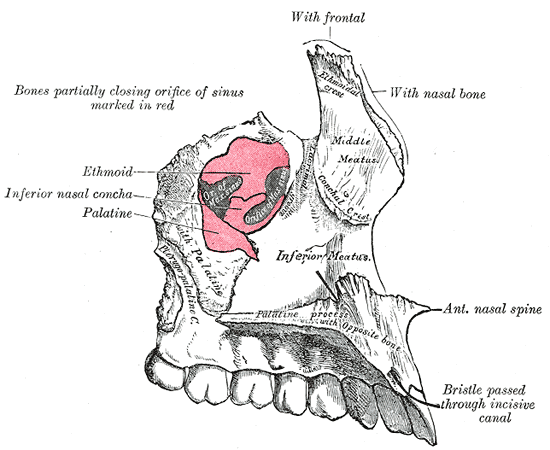
Maxil·lar esquerra. Superfície nasal.
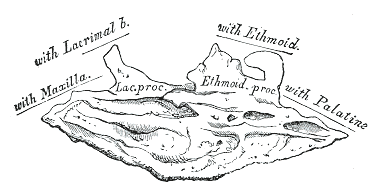
Cornet nasal inferior. Superfície medial.
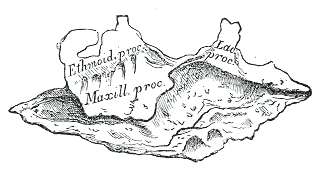
Cornet nasal inferior. Superfície lateral.
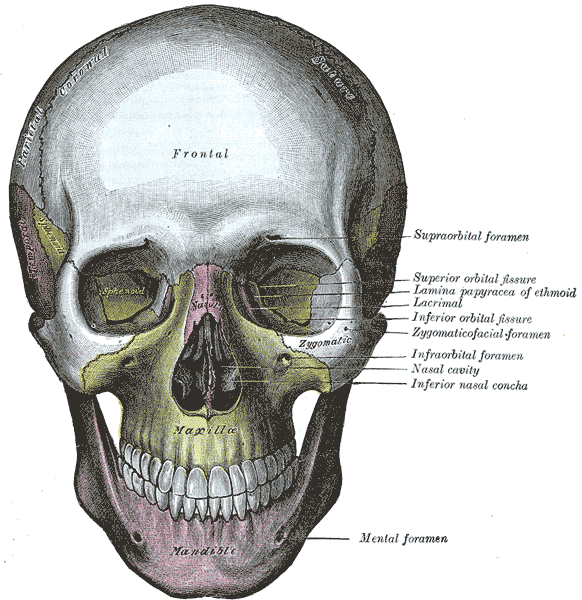
El crani des del front.
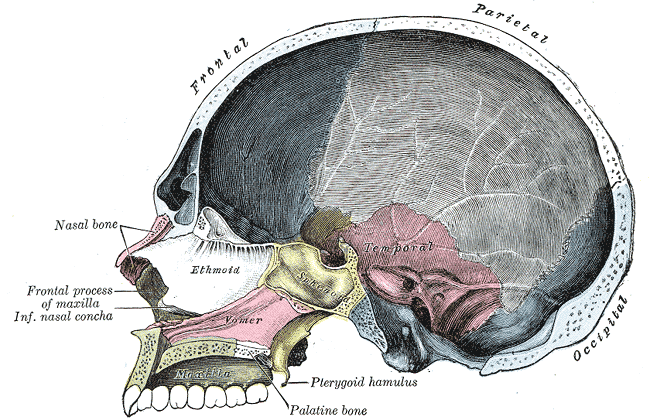
Secció sagital del crani.
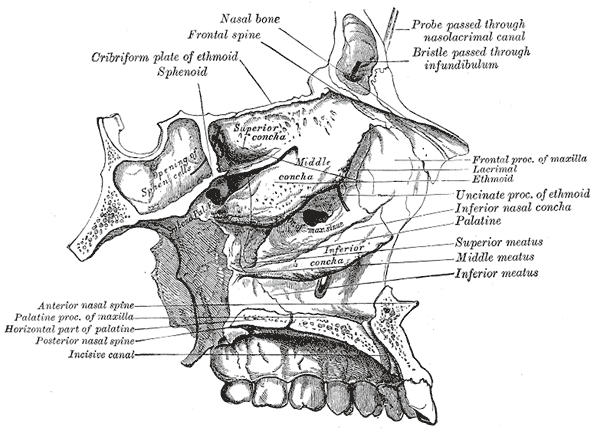
Sostre, pis i paret lateral de la cavitat nasal.
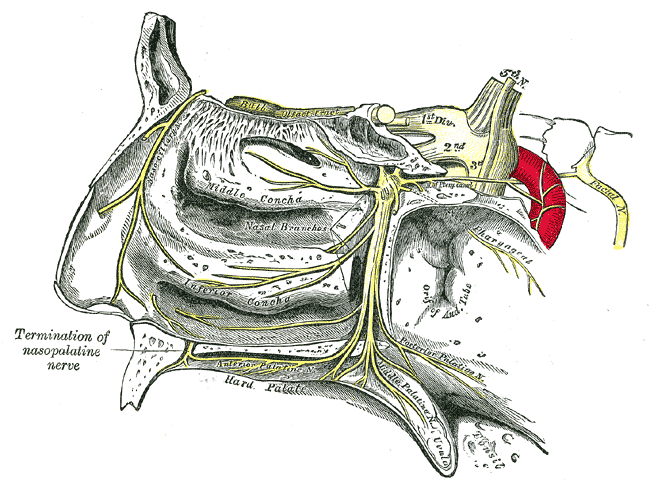
Ganglis esfenopalatins.
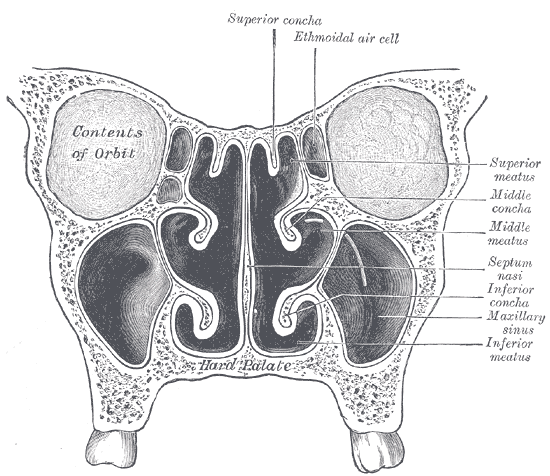
Secció coronal de les cavitats nasals.
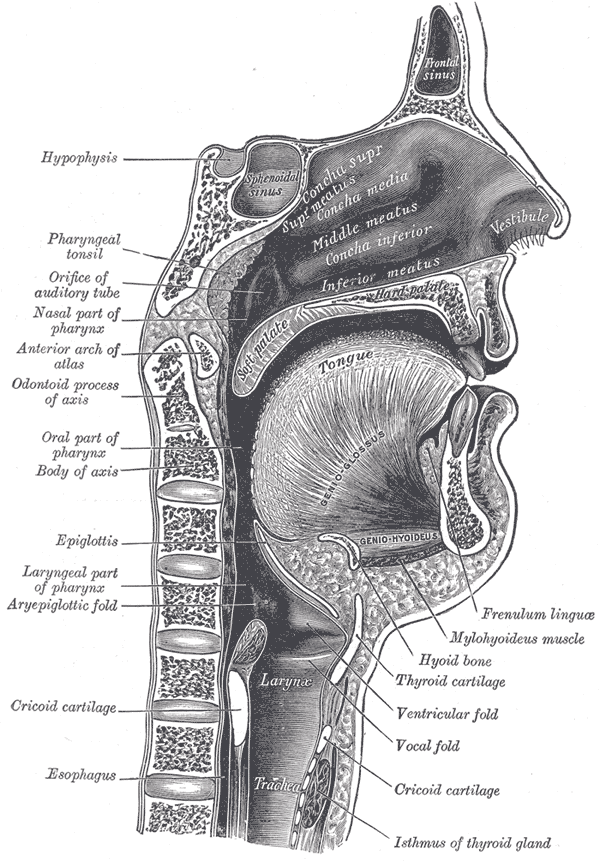
Secció sagital del nas, boca faringe, i laringe.
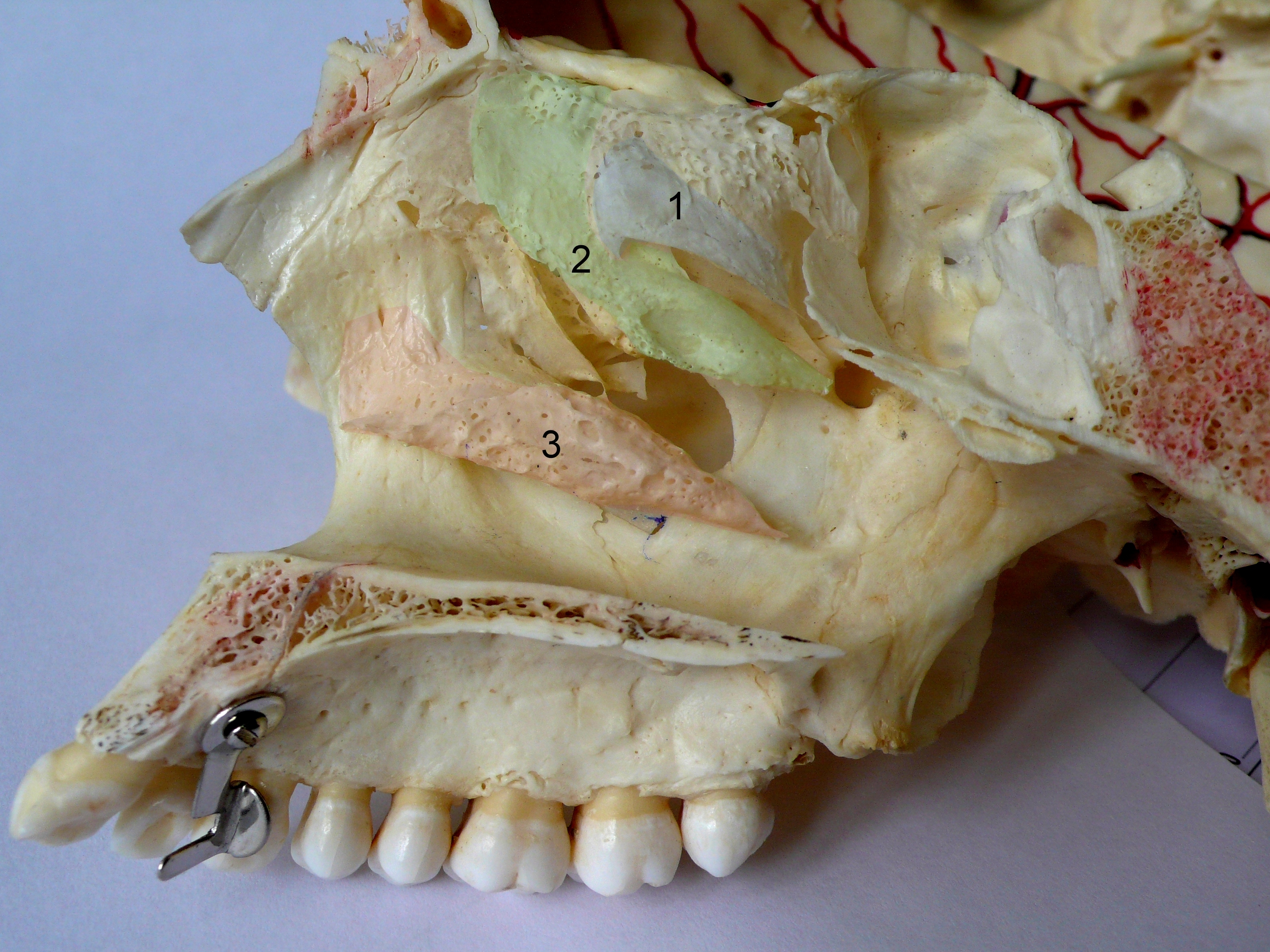
Cornet nasal